# Hold Your Fire
Hold Your Fire je dvanácté studiové album kanadské rockové skupiny Rush. Jeho nahrávání probíhalo od října 1986 do dubna 1987 v několika různých studiích. Album poprvé vyšlo v září 1987 a v žebříčku Billboard 200 se umístilo na třináctém místě. V USA bylo oceněno od RIAA zlatou deskou za 500 000 prodaných kopií. V červnu 1997 vyšlo album v reedici na CD.

## Seznam skladeb
| Pořadí | Název            | Hudba                   | Text                   | Délka |
| ------ | ---------------- | ----------------------- | ---------------------- | ----- |
| 1.     | Force Ten        | Geddy Lee, Alex Lifeson | Neil Peart, Pye Dubois | 4:31  |
| 2.     | Time Stand Still | Lee, Lifeson            | Peart                  | 5:09  |
| 3.     | Open Secrets     | Lee, Lifeson            | Peart                  | 5:38  |
| 4.     | Second Nature    | Lee, Lifeson            | Peart                  | 4:36  |
| 5.     | Prime Mover      | Lee, Lifeson            | Peart                  | 5:19  |
| 6.     | Lock and Key     | Lee, Lifeson            | Peart                  | 5:09  |
| 7.     | Mission          | Lee, Lifeson            | Peart                  | 5:16  |
| 8.     | Turn the Page    | Lee, Lifeson            | Peart                  | 4:55  |
| 9.     | Tai Shan         | Lee, Lifeson            | Peart                  | 4:15  |
| 10.    | High Water       | Lee, Lifeson            | Peart                  | 5:33  |

## Obsazení
Rush
- Geddy Lee – baskytara, syntezátory, zpěv
- Alex Lifeson – elektrická kytara, akustická kytara
- Neil Peart – bicí, perkuse

Další hudebníci
- Aimee Mann – zpěv
- Andy Richards – klávesy, syntezátory
- Steven Margoshes – aranže smyčců, dirigent
- Andrew Jackman – aranže, dirigent
- The William Faery Engineering Brass Band

Produkce
- Peter Collins – producent, aranže
- James „Jimbo“ Barton – inženýr
- Bob Ludwig – mastering
- Hugh Syme
- Glen Wexler – fotografie